# Chebda Starszy ze Służewa
Chebda Starszy ze Służewa (Chebda ze Służewa, zm. między 8 kwietnia 1307 a, zapewne, 14 marca 1314) — brat kasztelana michałowskiego Imisława ze Służewa, brat stryjeczny wojewody brzeskiego Bronisza ze Służewa i prawdopodobnie wojewody inowrocławskiego Jarosława z Łojewa, pochodził z rycerskiego rodu Pomianów. Podkomorzy brzeski od 1292. Pełnił ten urząd również w roku następnym (1293), by ostatecznie przestać piastować go w 1297 (lub wcześniej). Przed 27 kwietnia 1306 (na pewno po 15 grudnia 1305) został mianowany na urząd kasztelana kruszwickiego. Południowa część tej kasztelanii w listopadzie 1306 zmieniła swoją przynależność terytorialną wchodząc wówczas w skład brzeskiego władztwa Władysława I Łokietka w ramach regulacji terytorialnych pomiędzy tym księciem a jego bratankami — Leszka i Przemysła Ziemomysłowiców. W dokumencie z 7 czerwca 1307 Chebda występuje już jako były kasztelan kruszwicki.
Chebda sprzedał (wraz z bratem — Imisławem) klasztorowi Cystersów z Byszewa 15 marca 1306 wieś Trzeciewiec oraz część Jelitowa, za które otrzymali według dokumentu z 27 maja tegoż roku 100 grzywien. Przy dokumencie z maja zachowała się pieczęć należąca zapewne do Chebdy z wyobrażeniem żubrzej głowy przebitej mieczem — herb Pomian (najstarsze wyobrażenie tegoż). Był również jednym ze świadków na wydanym w Wiślicy czerwcowym dokumencie Władysława I Łokietka zatwierdzającym przywileje katedry krakowskiej. Jego śmierć nastąpiła zapewne przed 14 marca 1314, bowiem na dokumencie z tego dnia dotyczącym transakcji z 1306 występuje jedynie jego brat Imisław.
Niewykluczone, choć jest to dość wątpliwe, że Chebda był ojcem dwóch braci: późniejszego wojewody sieradzkiego Chebdy ze Służewa oraz późniejszego podczaszego brzeskiego Przedpełka ze Służewa.